# Acide méthaneséléninique
L'acide méthaneséléninique (MSA) est un composé chimique de formule CH3SeOOH. Cet oxoacide du sélénium se présente sous la forme d'un solide cristallisé dont la géométrie des molécules a pu être caractérisée par cristallographie aux rayons X : les liaisons Se-C, Se-O et Se-OH ont respectivement pour longueurs 192,5 pm, 167,2 pm et 175,6 pm, tandis que les angles OSeO, HO-Se-C et OSeC mesurent respectivement 103,0°, 93,5° et 101,4°.
L'acide méthaneséléninique fait l'objet de recherches dans le domaine des traitements anticancéreux. Le méthylsélénol CH3SeH peut être produit in vivo par réduction du CH3SeOOH et pourrait être le métabolite clé des effets du sélénium contre certains cancers à travers la génération de superoxydes. La réduction de l'acide méthaneséléninique par la thiorédoxine réductase des mammifères a également été étudiée.